# Unio mancus
Unio mancus Lamarck, 1819 è una specie di mollusco bivalve d'acqua dolce il cui areale si estende nell'Europa mediterranea, nel Nordafrica e nel Medio Oriente.
Individuata nel 1819 da Lamarck, venne successivamente sinonimizzata con Unio elongatulus; recentemente, tuttavia (2014), quest'ultima specie è stata rivalidata.
Questa specie è sovrapponibile dal punto di vista morfologico ed ecologico alla specie Unio elongatulus. Come in tutti gli Unionidi, la plasticità della forma del guscio rende difficile e incerta l'identificazione solo su base morfologica. La distinzione fra le due specie è possibile con l'uso di tecniche molecolari.